# Вайнах (ансамбль)
Государственный академический ансамбль танца «Вайна́х» — ансамбль национального танца Чеченской Республики, созданный в 1939 году.

## История

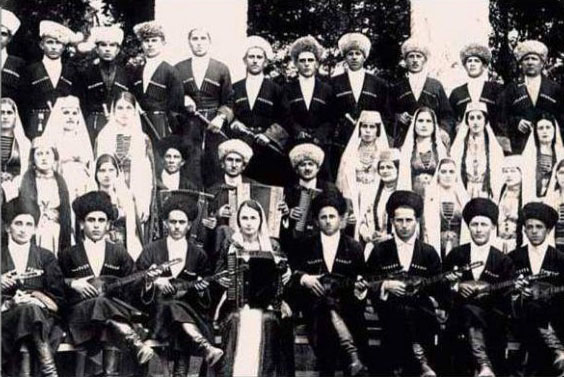
Ансамбль «Вайнах» (1939 год)

Был создан в 1939 году как ансамбль песни и танца. В нём начинали свой творческий путь Народный артист СССР, Герой Социалистического Труда Махмуд Эсамбаев, Андарбек Садыков, Ваха Дакашев, Гелани Юсупов, другие известные в Чечне танцовщики.
После депортации чеченцев и ингушей ансамбль прекратил своё существование. В 1956 году, когда начался процесс реабилитации чеченцев и ингушей, ансамбль был воссоздан. По всей Средней Азии среди чеченцев и ингушей был объявлен конкурс, по результатам которого был укомплектован новый состав ансамбля. Художественным руководителем ансамбля был назначен Н. Халебский, балетмейстером — Гелани Юсупов. В мае 1957 года состоялся первый концерт возрождённого ансамбля, который прошёл с огромным успехом.
С 1969 по 1994 годы художественным руководителем ансамбля был Топа Элимбаев. В 1988 году концертная программа ансамбля, поставленная под руководством Топы Элимбаева, была удостоена Государственной премии Чечено-Ингушской АССР в области литературы, искусства, архитектуры и кинематографии.
Вместе с лучшими профессиональными коллективами страны ансамбль принимал участие во многих Всесоюзных и Всероссийских фестивалях, с успехом гастролировал по всему Советскому Союзу. Ансамбль гастролировал в таких странах, как Аргентина, Мексика, Перу, Сан-Сальвадор, Коста-Рика, Панама, Португалия, Германия, Кения, Мозамбик, Сирия, Иордания, Турция и другие. Выступления всегда проходили с большим успехом.
В 1996—1999 годах, не получая даже заработную плату, работникам удалось сохранить творческий потенциал и приумножить славу ансамбля. Ансамбль стал победителем международных фестивалей в Турции («Бурса-98») и в Италии («Агридженто-99»). В сентябре 1999 года ансамбль приостановил свою работу до окончания боевых действий в Чечне.

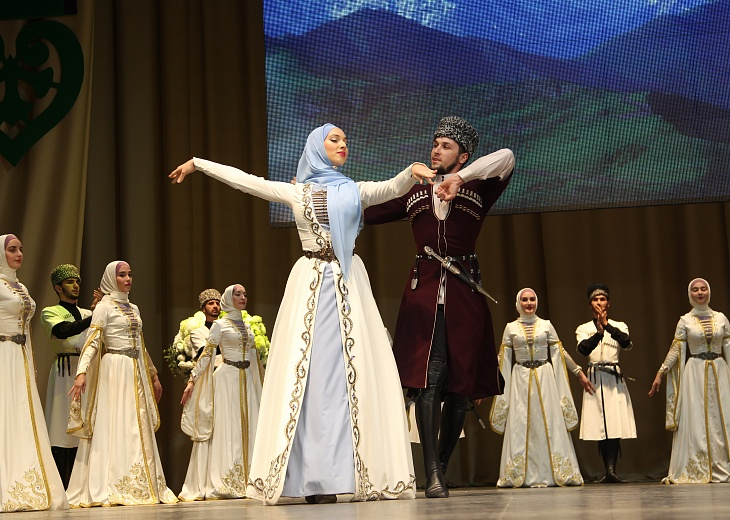
Выступление ансамбля, 2018 год

В начале 2001 года ансамбль под руководством вновь назначенного художественного руководителя Дикалу Музакаева приступил к восстановлению концертной программы. 18 мая 2001 года в Краснодаре с большим успехом прошёл первый после вынужденного перерыва концерт.
В 2002 году ансамбль принял участие в восьми международных фестивалях фольклора во Франции и на трёх из них завоевал Гран-при. В 2003 году стал обладателем Гран-при фестивалей и призов зрительских симпатий на международных фестивалях в Италии и Испании, завоевал Гран-при на фестивалях во Франции в 2007 году, Гран-при на фестивале «Ярославские гулянья», одержал победы на фестивалях в Испании, Иордании, Сирии и др.
Ансамбль принимает участие во всех значимых мероприятиях республиканского, регионального и всероссийского масштаба. За вклад в дело возрождения ансамбля были присвоены почётные звания Чеченской Республики двенадцати артистам коллектива. В марте 2004 года руководителю ансамбля Дикалу Музакаеву было присвоено звание Народный артист Российской Федерации.
В марте 2015 года ансамбль получил специально для него построенное здание.

## Награды
- Орден Кадырова (26 ноября 2009 года) — за выдающийся вклад в развитие искусства, национальную и общечеловеческую культуру, высокопрофессиональное мастерство, получившее международное признание[1].
- Медаль «За заслуги перед Чеченской Республикой» (18 февраля 2008 года) — за выдающийся вклад в развитие искусства и культуры Чеченской Республики, высокопрофессиональное мастерство, получившее мировое общественное признание[2].
- В 1975 году коллектив ансамбля был удостоен ордена «Звезда Иордании» — награды Иорданского Хашимитского королевства[3].
- Премия Ленинского комсомола (1973 год).